# Kvartetten som sprängdes (1936)
Kvartetten som sprängdes är en svensk film från 1936 i regi av Arne Bornebusch.

## Om filmen
Filmen är baserad på Birger Sjöbergs roman Kvartetten som sprängdes. Den har aldrig visats i TV. 
1950 gjorde Gustaf Molander sin filmversion av Kvartetten som sprängdes. TV har framfört den två gånger, dels 1962 som TV-teater, dels som filmad TV-serie i regi av Hans Alfredson 1973.

## Rollista i urval
- Carl Barcklind - Karl Ludvig Sundelin, kamrer
- Birgit Rosengren - Maj Andersson, kallad Electrical Girl
- Nils Lundell - Anders Åvik, fabrikör
- Olga Andersson - fru Selma Åvik, född Tabell
- Aino Taube - Märta Åvik, deras dotter
- Helle Winther - Edmund Åvik, deras son
- Sture Baude - Gustaf Borg, lanthandlare
- Åke Engfeldt - Thure 'Första fiolen' Borg, hans son
- Helge Hagerman - Bengt 'Cello' Erlandsson, journalist
- Dagmar Ebbesen - Tant Klara, Karl Ludvigs tant
- Ivar Kåge - Teodor Planertz, ingenjör
- Gösta Gustafson - organist
- Inga-Lill Åhström - fru Tillberg, Karl Ludvigs hushållerska
- Helge Karlsson - Thun, Borgs granne
- Rut Holm - Alma, jungfru hos Åviks
- Gideon Wahlberg - Svante Andersson, musiker, kallad 'Bratscha'
- Artur Cederborgh - notischef

## Musik i filmen
- Den gula paviljongen, kompositör John Redland, text Emil Norlander
- Celle que j'aime est parmi vous (Mitt svärmeri är alltså här), kompositör Vincent Scotto, fransk text Henri Christiné svensk text Ernst Rolf
- Märtas klagan, kompositör Erik Baumann
- Svenskt festspel, kompositör August Söderman
- Kvartett, stråkar, op. 3. Nr 5, F-dur (Serenad/Andante cantabile), kompositör Roman Hoffstetter
- Älvsborgsvisan, text August Wilhelm Thorsson